# Арсеній Працелюбний
Арсеній Працелюбний  — український православний святий, Києво-Печерський чернець.

## Життєпис

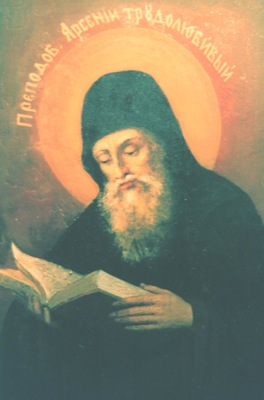
Прп. Арсеній. Ікона. Київ. XIX ст. Києво-Печерська Лавра. Ікона знаходиться біля раки з мощами святого.

Преподобний Арсеній жив у XIV ст., відбував чернечий подвиг у Печерському монастирі. Про святого Арсенія відомо з напису на його надгробній дошці (зберігалася в лаврі до 1941 року), яка повідомляє: "Ніхто ніколи не бачив, щоб він був без роботи, працював удень і вночі, тому його прозвали «Працелюбний». Він завжди що-небудь робив: або молився, або працював, виконуючи різні доручення. Їжу приймав один раз на добу, після заходу сонця. За ці подвиги отримав від Господа дар чудотворця."
Інформація про подвижника як і про ряд інших святих була у доступна Модесту Стрільбицькому. Вони відомі ще з Могилянської доби (на карті 1638 р.).
Упокоївся в монастирі. Згідно з даними антропологічного дослідження, він помер у віці 40–50 років.
Його нетлінні мощі знаходяться в Дальніх печерах, біля мощей Кассіана Затвірника та недалеко від підземної церкви Благовіщення Пресвятої Богородиці.

В акафісті всім Печерським преподобним про нього сказано: 
|  | «Радуйся, Арсеніє, бо за богоугодні тимчасові діяння ти вічності від Христа сподобився». |

## Іконографія
На зображеннях Собору Києво-Печерських святих святий представлений, як правило, в правій групі в 3-у ряді, в чернечому вбранні, поряд з  Феодором Мовчазним, в ряду іноків, які спочивають у Дальніх печерах.

## Пам'ять
Пам’ять преподобного Арсенія вшановується 21 травня, разом з св. ап. і єв. Іоанном Богословом, прп. Арсенієм Великим, Пименом, посником Києво-Печерським.